# Pomnik Nieznanego Marynarza w Odessie
Pomnik Nieznanego Marynarza (ukr. Пам'ятник невідомому матросу) – pomnik poświęcony marynarzom poległym w czasie II wojny światowej, podczas obrony i wyzwolenia Odessy, znajdujący się na terenie parku im. Tarasa Szewczenki.

## Historia
Pomnik postawiony został na miejscu rumuńskiego cmentarza wojskowego z lat 1941–1945 (zniszczonego w 1945). Wybudowany został w latach 1960–1970. Jego autorami są rzeźbiarz M. Naruzeckij oraz architekci G. Topuz oraz P. Tomilin.

## Architektura
Całe założenie składa się z Alei Sławy oraz umieszczonego na jej zamknięciu 21-metrowego obelisku. Wzdłuż alei znajdują się 83 groby żołnierzy poległych w Odessie w czasie II wojny światowej. Obelisk wykonany jest z granitu, na którego bokach umieszczone są płaskorzeźbione sceny:
- obrona Odessy w czasie wojny krymskiej (1854),
- bunt na pancerniku „Potiomkin” (1905),
- ostrzelanie miasta przez okręty bolszewików (29 stycznia 1918),
- desant Floty Czarnomorskiej (22 września 1941)[1].

Przed pomnikiem płonie wieczny ogień.